# Thebek-hegység
A Thebek-hegység (hangul: 태백산맥, Thebek szanmek, handzsa: 太白山脈, RR: Taebaek sanmaek) hegység a Koreai-félszigeten, mely Észak-Korea és Dél-Korea területén is végighúzódik. Az 500 kilométer hosszú hegység északi végpontja a Hvangnjong (Hwangnyong )-hegy, délen pedig Puszan (Busan) városánál végződik. Átlagmagassága 1000 méter, legmagasabb csúcsa a Szorakszan (Seoraksan) 1708 méterrel, jelentős csúcsai még a Kumgangszan (Kumgangsan) (1638 m), az Odeszan (Odaesan) (1563 m), valamint a Thebekszan (Taebaeksan) (1561 m). Utóbbit spirituális helyként tartják számon, számos buddhista templom és szentély található itt. Ehhez a hegyhez kapcsolódik a nemzetalapító Tangun (Dangun) legendája is.